# Valentin Naboth
Valentin Naboth (Valentine Naibod, 1523-1593) (* Calau, Niederlausitz), 13 de fevereiro de 1523 - † na mesma cidade em 3 de março de 1593), mais conhecido pelo nome latinizado de Valentinus Naiboda, foi um escritor, médico, matemático, astrônomo e astrólogo alemão.

## Biografia
Valentin Naboth nasceu em Calau, Niederlausitz, de uma família judia. Era o irmão mais jovem do teólogo luterano Alexius Nabotensis (1520-1551). Em 1544, Valentin matriculou-se na Universidade de Wittenberg, e foi contemporâneo de Philipp Melanchthon, Erasmus Reinhold, Johannes Bugenhagen, Paul Eber, e Georg Major que também foram professores em Wittenberg. Em 1550 transferiu-se para a Universidade de Erfurt.
Valentin Naboth era ainda Bacharel quando saiu de Wittenberg e foi para Erfurt, e com certeza era dotado com destacadas habilidades matemáticas. O conselho da faculdade assumiu o risco de transformar os cursos de Matemática por meio deste espírito renascentista bem dotado, porém carregado de lutas íntimas, ainda que ele não tivesse um grau de Magistrado. Essa decisão foi tomada num encontro em 16 de Agosto de 1551, e daí em diante Naboth ensinou matemática e Sphera materialis. Ele também deu aulas no semestre do verão e no semestre de inverno de 1552.
Em razão da epidemia de peste, os cursos foram interrompidos; na época, Liborius Mangold (deão em Warburg) dava aulas de retórica e Naboth de Sphera Materialis. Liborius Mangold, que era muito cauteloso, parecia não se dar bem com o bastante favorecido matemático Naboth, e quando este emprestou dinheiro da Universidade para o exame de Magistrado, Liborius escreveu para o livro do deão, quod prius nunquam nec visum nec auditum fuit (do qual nunca tinha visto nem ouvido falar). Valentin Naboth passou no exame, porém, pouco depois de ter conseguido o seu grau de Magistrado, ele escreveu no dia 6 de Fevereiro uma carta para a faculdade sobre a observação do deão de que uma carta nesse tom nunca tinha sido visto ou ouvido falar antes.
Talvez tenha sido essa uma das razões pela qual Liborius Mangold se demitiu depois de doze anos como reitor do instituto de St Georgburse em Erfurt e também professor de física e de retórica, e aceitou uma posição administrativa em Warburg, sua cidade natal. Mas não só ele se demitiu, Valentin Naboth também, sem dizer uma palavra deixou o seu posto. Em vão a faculdade esperou por ele no semestre de verão de 1553, pois ele não compareceu. A faculdade esperava ainda pela volta de Naboth e até esperou algum tempo mais antes de substituí-lo. Mas Naboth tinha ido para a Universidade de Colônia e se matriculou lá com a intenção de ensinar matemática em sua maior universidade - o que ele conseguiu fazer. Naboth permaneceu em Colônia durante dez anos, mas este espírito inquieto não conseguiu permanecer mais tempo, e se transferiu para o centro de estudos matemáticos daquela época, a Universidade de Pádua e começou a dar aulas e a escrever lá. Ela já tinha se tornado um excêntrico, e lá o seu espírito exacerbado se ampliou ainda mais.
De 1555, o matemático e médico Valentin Naboth deu aulas de matemática na Universidade de Colônia, primeiro em particular, de de 1557 a 1564 como detentor da cadeira de matemática da cidade. Foi sucessor de do humanista, médico e também matemático Justus Velsius (1510-1581), que, em 1556, por conta dos seus ensinos, e julgado como herege pela Igreja, foi obrigado a deixar Colônia. O matemático holandês Rudolph Snellius foi um de seus alunos em Colônia.
Em 1556 ele publicou o primeiro livro de Euclides, e em 1560 um comentário matemático sobre o astrólogo árabe Alcabitius († 967), no qual antagonizava a magia e a superstição. Na sua obra matemática ele seguia os preceitos de Regiomontanus (1436-1476), trocando-o mais tarde por Ptolomeu - que tinha concordância com Cardanus (1501-1576). Ele preparou uma edição do Quadripartitus de Ptolomeu, mas que nunca foi publicada. Em seus comentários, ele agradeceu à Cidade por terem-no remunerado nos primeiros anos, quando a matemática era a única disciplina não ainda integrada ao curriculum geral da Universidade. Se esta observação for verdadeira - e dificilmente ela pode ser questionada - então os oficiais que ocupavam a cadeira de Matemática tinham sido de fato somente agora estabelecidos.
Entretanto, em 1563, o lourencista Petrus Linnér solicitava para que as aulas de Naboth fossem transferidas para um outro período, uma vez que ele próprio ensinava matemática em seu Ginásio na mesma época. Com isso ele abria uma discussão sobre a competição do curriculum do colégio ou da faculdade. Além do mais, ele argumentava que Naboth não possuía grau de Mestrado da Universidade de Colônia, mas de qualquer outro lugar. E de fato, desse dia em diante o deão decidiu que ninguém poderia ensinar na Escola de Artes (Schola Artium) quando a mesma aula pudesse ocorrer simultaneamente em um dos três ginásios. O problema básico com o estudo de Artes em Colônia não poderia ter sido mais contundente do que este. Imediatamente Naboth assumiu as consequências: ele deixou Colônia e mais tarde passaria a ensinar em Pádua.
Em Março de 1564 Naboth renunciou ao seu posto na Universidade de Colônia. Visitou Paris, onde se encontrou com o humanista tcheco Šimon Proxenus ze Sudetu.
(1532–1575), que o apresentou a Petrus Ramus. Mais tarde, Naboth viajou para a Itália, e eventualmente se estabeleceu em Pádua, onde ensinou astronomia. Entre os seus alunos havia um sobrinho do Príncipe Istvan Báthory da Transilvânia.

## Obras
Naboth foi o autor de um compêndio geral sobre astrologia chamado Enarratio elementorum astrologiae (Exposição dos Elementos de Astrologia). Reconhecido por calcular a média do movimento anual do sol, seus escritos se destacam por comentar primordialmente a respeito de Ptolomeu e dos astrólogos árabes. Naboth ensinava o cálculo do movimento dos planetas de acordo com as Tabelas Prussianas dos Movimentos do Céu, publicadas por Erasmus Reinhold em 1551. Ele defendia uma medida de tempo, onde 0° 59' 8⅓ (o movimento da média diária do sol em longitude) equivale a 1 ano de vida ao calcular as direções primárias. Isso nada mais era do que uma melhora na escala de Ptolomeu de exatamente um grau por ano. O livro foi condenado pela Igreja Católica Romana.
| |  |  |
| Representação da visão convencional de Naboth do sistema solar (à esquerda), do modelo astronômico geo-heliocêntrico de Marciano Capela (ao centro) e o modelo heliocêntrico de Copérnico. |  |  |

Em 1573 Naboth publicou para estudantes do ginásio um compêndio de astronomia chamado Primarum de coelo et terra, o qual foi dedicado a Istvan Báthory. Não pode haver dúvida de que Naboth estava trabalhando em cima da obra De revolutionibus orbium coelestium quando ele escreveu este compêndio, desde que neste livro ele fornece o esquema do modelo convencional do sistema solar, o modelo geo-heliocêntrico de Marciano Capela, bem como o modelo helicêntrico de Copérnico. Tycho Brahe possuía uma das primeiras cópias deste livro, e desde que este livro contém a primeira representação esquemática do modelo geo-helicêntrico de Capella é provável que este livro tenha sido a inspiração para o modelo geo-heliocêntrico de Tycho Brahe. Wittichius deve também ter sido influenciado pelo livro de Naboth ao adotar o sistema de Capella para explicar o movimento dos planetas inferiores, e Johannes Kepler deve ter usado este livro também. Neste livro, Naboth introduziu a expressão sistema do mundo (systema mundi, mundanum systema, systema universitatis, e também systema coeleste, systema caelorum e systema aethereum), um conceito que foi mais tarde adotado por Tycho, Kepler e por Galileo também.

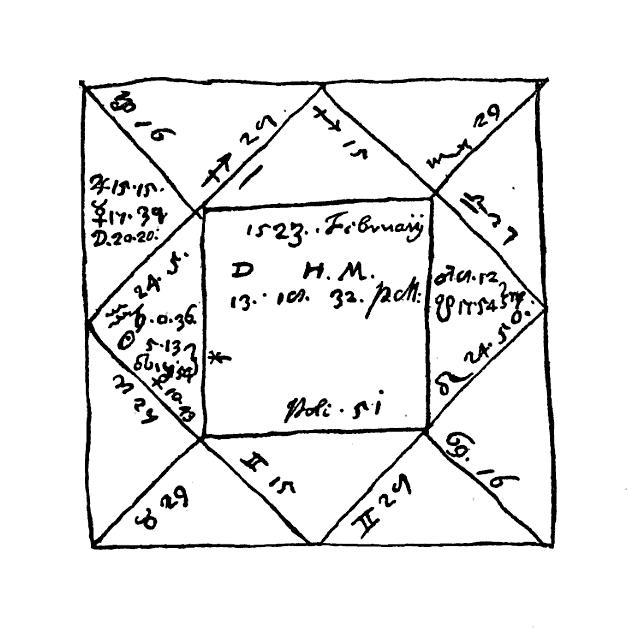
O mapa de nascimento de Valentine Naibod de acordo com Kenelm Digby (1640).)

## Últimos anos
Naboth teve um fim triste. Tommaso Campanella, em uma obra publicada em Lião em 162919, conta a história de que Naboth estava vivendo em Pádua, Itália, quando ele deduziu do seu próprio horóscopo que ele estaria para adentrar um período de perigo pessoal, então ele estocou um suprimento adequado de alimentos e bebidas, fechou sua casa, travou portas e janelas, pretendendo ficar escondido até que passasse o período de perigo. Infelizmente, alguns ladrões, percebendo a casa fechada e as cortinas descidas, decidiram que a casa estava ausente. Penetraram no que pensavam estava a casa vazia, e encontrando Naboth lá, o mataram para ocultar a identidade dos invasores. De modo que ele não conseguiu escapar da sorte prevista por seus próprios cálculos astrológicos: "Ducunt volentem fata, nolentem trahunt" ("A sorte conduz o destino, não o traça").

Abraham Sandeck registrou no Atos dos Artistas da Nação Alemã em 1593, o seguinte evento: 
No dia 3 de março, houve um trágico incidente envolvendo Valentin Naboth da Silésia, com 60 anos de idade, famoso matemático: foi encontrado morto em seus estúdios, a alguma distância dos lugares que ele frequentava habitualmente, ferido por cinco punhaladas: uma no peito abaixo do mamilo esquerdo, outra do seu lado esquerdo, a terceira no abdômen à direita, a quarta abaixo do seu umbigo, e a quinta em sua mão esquerda.

## Obras principais
- Elementorum Geometricorum liber primus, cui ex sequentibus libris accesserunt Propositiones selectae atque ita ordinatae, ut demonstrari queant observata Geometrarum Methodo, Colônia 1556.
- De calculatoria numerorumque natura Sectiones quatuor, Colônia 1556.
- Enarratio elementorvm astrologiae in qva praeter Alcabicii, qvi Arabum doctrinam compendio prodidit, expositionem, atq[ue] cum Ptolemaei principijs collationem, reiectis sortilegijs & absurdis vulgoq[ue] receptis opinionibus, de verae artis praeceptorum origine & usu satis disseritur, Colônia 1560.
- Primarum de coelo et terra institutionum quotidianarumque mundi revolutionum, libri tres, Veneza (1573)
- Astronomicarum institutionum libri III, quibus doctrinae sphaericae elementa methodo nova, facili et ad captum tyronum aptissima traduntur, Veneza (1580)
- De annui temporis mensura in Directionibus and De Directionibus, pub. por Giovanni Antonio Magini - De astrologica ratione, Veneza (1607)